# Clifton (Arizona)
Clifton ist ein Dorf im Greenlee County im Osten des US-Bundesstaates Arizona.
Sie hat 3933 Einwohner (Stand 2020) auf einer Fläche von 38,8 km². Die Bevölkerungsdichte liegt bei 67,5/km². Clifton ist auch Countyseat des Greenlee County.

## Geschichte
Clifton wurde 1865 von mexikanischen Erzbergmännern gegründet. 1872 entdeckten Jim und Bob Metcalf Kupfer nahe dem Dorf. Noch im gleichen Jahr unterzeichneten sie einen Friedensvertrag mit den Apachen-Indianern. Der Vertrag erlaubte Zugang zum Gebiet. Einige vermuten, dass die Gemeinde nach Henry Clifton benannt wurde. Andere vermuten, dass Charlie Shannon die Gemeinde wegen der Schluchten und Klippen Cliff Town benannte. Später wurde der Name auf Clifton verkürzt.

## Verkehr
Clifton liegt am U.S. Highway 191 und nördlich des Beginns der Arizona State Route 75.